# Austrophasma caledonensis
Austrophasma caledonensis är en insektsart som beskrevs av Klass, Picker, Damgaard, van Noort och Koji Tojo 2003. Austrophasma caledonensis ingår i släktet Austrophasma och familjen Austrophasmatidae. Inga underarter finns listade i Catalogue of Life.